# Wierzchy (Łask)
Wierzchy – część miasta Łask. Dawniej samodzielna wieś, w latach 1959–1972 część osiedla Kolumna, od 1973 w granicach Łasku. Rozpościera się w rejonie obecnej ul. Sportowej, około 5 km na północny wschód od centrum miasta.

## Historia
Dawniej samodzielna miejscowość, związana ze wsią Kolumna.
W okresie międzywojennym Wierzchy należały do gminy Łask w powiecie łaskim w woj. łódzkim. 2 października 1933 utworzono gromadę Kolumna w granicach gminy Łask, w skład której weszły Wierzchy (pobliska Kolumna letniskowa utworzyła odrębną gromadę o nazwie Las-Kolumna Miasto).
Podczas II wojny światowej włączone do III Rzeszy. Po wojnie Wierzchy powróciły do powiatu łaskiego w woj. łódzkim, nadal jako część Kolumny – jednej z 20 gromad gminy Łask. 21 września 1953 gminę Łask zniesiono przez przemianowanie na gminę Wiewiórczyn.
W związku z reorganizacją administracji wiejskiej jesienią 1954 Wierzchy wraz z wsią Kolumna weszły w skład nowej gromady Barycz (sąsiednia Kolumna letniskowa utworzyła odrębną gromadę Kolumna Las). 1 lutego 1957 z gromady Barycz wyłączono wieś Wierzchy (a także Kolumnę), włączając ją do gromady Kolumna Las w tymże powiecie. 31 grudnia 1959 gromadę Kolumna-Las zniesiono w związku z nadaniem jej statusu osiedla, zmieniając równocześnie nazwę jednostki na Kolumna. W związku z tym wieś Wierzchy stała się integralna częścią osiedla, a obie Kolumny (wiejska i letniskowa) po raz pierwszy podległy pod wspólną administrację.
1 stycznia 1973, w związku z kolejną reformą administracyjną znoszącą gromady i osiedla, całe osiedle Kolumna (z Wierzchami) włączono do Łasku.